# Дзардини, Серджо
Серджо Дзардини (итал. Sergio Zardini, 22 ноября 1931, Турин, Пьемонт — 22 февраля 1966, Лейк-Плэсид, Нью-Йорк) — итальянский бобслеист, пилот, выступавший за сборную Италии в конце 1950-х — середине 1960-х годов, позже эмигрировавший в Канаду. Серебряный призёр зимних Олимпийских игр 1964 года в Инсбруке, чемпион мира. Погиб из-за неудачного спуска по трассе в Лейк-Плэсиде.

## Биография
Серджо Дзардини родился 22 ноября 1931 года в Турине, регион Пьемонт. С ранних лет увлёкся спортом, позже заинтересовался бобслеем и прошёл отбор в национальную сборную Италии, присоединившись к ней в качестве пилота.
Сразу стал показывать неплохие результаты, на чемпионате мира 1958 года в немецком Гармиш-Партенкирхене выиграл бронзу в зачёте четвёрок и серебро в двойках, годом спустя в Санкт-Морице в обеих дисциплинах взял серебряные награды. В 1960 году в Кортина-д’Ампеццо выиграл бронзу программы двухместных экипажей, через год повторил этот результат на первенстве в американском Лейк-Плэсиде. В 1962 году пополнил медальную коллекцию двумя серебряными наградами, полученными в Гармиш-Партенкирхене. Не менее удачным для спортсмена оказался и 1963 году, когда на чемпионате мира в австрийском Игльсе он наконец завоевал-таки золотую медаль, приехав первым среди четвёрок, тогда как в двойках добрался до второй позиции. Итого за карьеру на мировых первенствах Дзардини выиграл десять медалей различного достоинства. Также имеет в послужном списке шесть медалей чемпионата Италии, в том числе три серебряные и три бронзовые.
Став одним из лидеров итальянской сборной, удостоился права защищать честь страны на Олимпийских играх 1964 года в Инсбруке, где, находясь в составе двухместного экипажа, куда также вошёл разгоняющий Романо Бонагура, завоевал серебряную медаль. Кроме того, его команда боролась здесь за место на подиуме в программе четырёхместных экипажей, но по итогам всех заездов оказалась лишь на четвёртой позиции.
После окончания Олимпийских игр эмигрировал в Канаду, где приобрёл небольшой лыжный центр, отныне начал соревноваться в бобслее за канадскую сборную. В 1966 году вместе с разгоняющим Питером Кёрби в двойках одержал победу на чемпионате Северной Америки. 22 февраля на одном из турниров в Лейк-Плэсиде их четвёрка между тринадцатым и четырнадцатым поворотами потерпела крушение, Серджо Дзардини при этом сильно ударился головой о заграждающую конструкцию жёлоба и скончался на месте.